# أبو فراس الحمداني
أَبُو فِرَاسْ الحَارِثُ بْنُ سَعِيدْ بْنِ حَمْدَانْ الحَمْدَانِي التَغْلِبي الرَّبَعي (320 هـ - 357 هـ / 932م - 968م)؛  هو شاعر وقائد عسكري عربي حمداني، وهو ابن عم سيف الدولة الحمداني أمير الدولة الحمدانية التي شملت أجزاء من شمالي سوريا والعراق وكانت عاصمتها حلب في القرن العاشر للميلاد. عاصر المتنبي وأُسِر في إحدى المعارك مع الروم.

## حياته
كان ظهور الحمدانيين في فترة ضعف العنصر العربي في جسم الخلافة العباسية وهزيمة الفرس والترك. فباشر الحمدانيون الحروب لدعم حكمهم وترسيخ سلطتهم، فاحتل عبد الله، والد سيف الدولة الحمداني وعمُّ أبي فراس بلاد الموصل وبسط سلطة بني حمدان على شمال سوريا بما فيها عاصمة الشمال حلب وما حولها وتملك سيف الدولة حمص ثم حلب الَّتي جعلها عاصمة لدولته حيث أنشأ بلاطًا جمع فيه الكتاب والشعراء واللغويين.
ترعرع أبو فراس في كنف ابن عمه سيف الدولة في حلب بعد موت والده باكرًا، فشب فارسًا شاعرًا، وراح يدافع عن إمارة ابن عمه ضد هجمات الروم ويحارب الدمستق قائدهم. وفي أوقات السلم كان يشارك في مجالس الأدب فيذاكر الشعراء وينافسهم، ثم ولاه سيف الدولة مقاطعة منبج فأحسن حكمها والذود عنها.

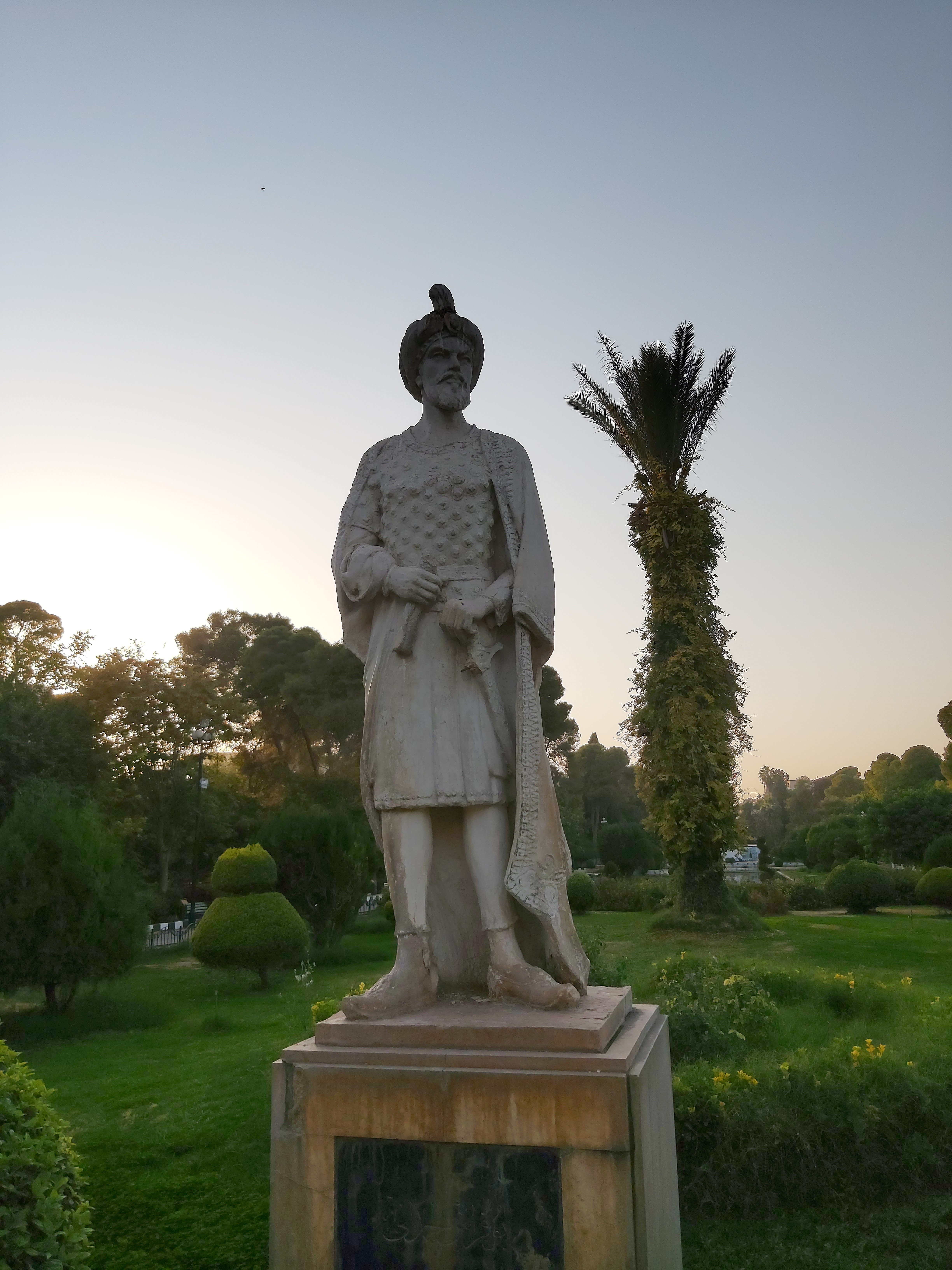
تمثال أبو فراس الحمداني في حلب، سوريا

## أبو فراس في الأسر‌‌‌
كانت المواجهات والحروب كثيرة بين الحمدانيين والروم في أيام أبي فراس، وفي إحدى المعارك خانه الحظ يومًا فوقع أسيرًا سنة 347 هـ (959م) في مكانٍ يُعرف باسم «مغارة الكحل». فحمله الروم إلى منطقة تسمى خَرْشَنة على الفرات، وكان فيها للروم حصنٌ منيع، ولم يمكث في الأسر طويلًا، واختُلف في كيفية نجاته، فمنهم من قال إن سيف الدولة افتداه ومنهم من قال إنه استطاع الهرب. فابن خلكان يروي أن الشاعر ركب جواده وأهوى به من أعلى الحصن إلى الفرات، والأرجح أنه أمضى في الأسر بين ثلاث وأربع سنوات.
انتصر الحمدانيون أكثر من مرة في معارك كرٍ وفرٍ، وبعد توقف لفترة من الزمن عاد القتال بينهم (بين الحمدانيين وبين الروم) الذين أعدوا جيشًا كبيرًا وحاصروا أبا فراس في منبج وبعد مواجهات وجولات كر وفر سقطت قلعته سنة 350 هـ (962م) ووقع أسيرًا وحُمل إلى القسطنطينية حيث أقام بين ثلاث وأربع سنوات، وقد وجه الشاعر جملة رسائل إلى ابن عمه في حلب، فيها يتذمر من طول الأسر وقسوته، ويلومه على المماطلة في افتدائه.
ويبدو أن إمارة حلب كانت في تلك الحقبة تمر بمرحلةٍ صعبة لفترة مؤقتة فقد قويت شوكة الروم وتقدم جيشهم الضخم بقيادة نقفور فاكتسح الإمارة واقتحم عاصمتها حلب، فتراجع سيف الدولة إلى ميافارقين، وأعاد سيف الدولة قوته ترتيب وتجهيز وهاجم الروم في سنة 354 هـ (966م) وهزمهم وانتصر عليهم واستعاد إمارته وملكه في حلب، وأسر أعدادا يسيرة من الروم وأسرع إلى افتداء أسراه ومنهم ابن عمه أبو فراس الحمداني بعد انتصاره على الروم، ولم يكن أبو فراس ٍ يتبلغ أخبار ابن عمه، فكان يتذمر من نسيانه له، ويشكو الدهر ويرسل القصائد المليئة بمشاعر الألم والحنين إلى الوطن، فتتلقاها أمه باللوعة حتى توفيت قبل عودة وحيدها.

## تحريره من الأسر

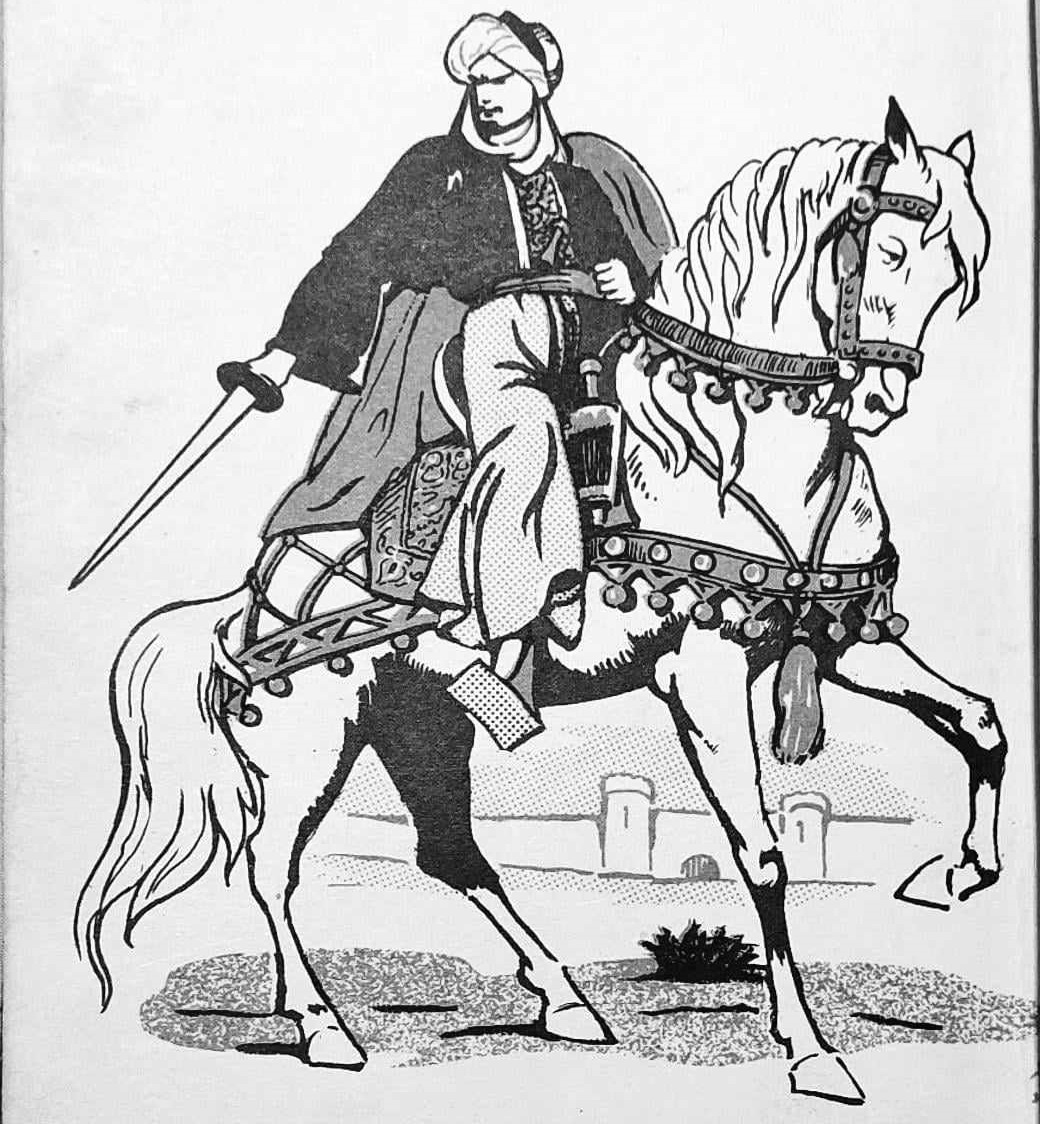
رسم متخيل لأبي الفراس على صهوة فرسه

افتدي أبي فراس وحرر بعد مضي سنةٍ على خروجه من الأسر، توفي سيف الدولة 355 هـ (967م) وكان لسيف الدولة مولى اسمه قرغويه طمع في التسلط، فنادى بابن سيده أبي المعالي، أميرًا على حلب آملًا أن يبسط يده باسم أميره على الإمارة بأسرها، وأبو المعالي هو ابن أخت أبي فراس. أدرك أبو فراسٍ نوايا قرغويه فدخل مدينة حمص، فأوفد أبو المعالي جيشًا بقيادة قرغويه، فدارت معركةٌ قُتل فيها أبو فراس. وكان ذلك في ربيع الأول سنة 357 هـ (968م) في بلدة صدد جنوب شرق حمص.

### أشعاره
قال الصاحب بن عباد: بُدئ الشعر بملك، وخُتم بملك، ويعني امرؤ القيس وأبو فراس.
لم يجمع أبو فراس شعره وقصائده، إلا أن ابن خالويه وقد عاصره جمع قصائده فيما بعد، ثم اهتم الثعالبي بجمع الروميات من شعره في يتيمته، وقد طبع ديوانه في بيروت سنة 1873م، ثم في مطبعة قلفاط سنة 1900م، وتعتمد الطبعتان على ما جمعه ابن خالويه. وقد نقل وترجم بعض شعر أبو فراس إلى اللغة الألمانية على يد المستشرق بن الورد، وأول طبعةٍ للديوان كاملًا كانت للمعهد الفرنسي بدمشق سنة 1944م ويؤكد الشاعر العراقي فالح الحجية في كتابه في الأدب والفن يكاد يتفق النقاد أن أجمل قصيدة للشاعر هي قصيدة "أراك عصي الدمع" التي أخذت مكانها في الشهرة بين قصائد الغزل العربية.
- يقول:

- هو صاحب البيت الشهير:

- وصى أن يكتب على قبره الأبيات الآتية:

## وصلات خارجية
- أبو فراس الحمداني على موقع ميوزك برينز (الإنجليزية)
- ديوان أبو فراس الحمداني : الديوان
- ديوان أبو فراس الحمداني كاملا من بوابة الشعراء
- نبذة وقصائد لأبي فراس الحمداني من موقع الكتاب العرب